# Світові естафети ІААФ 2015
Світові естафети ІААФ 2015 були проведені 2-3 травня в Нассау на стадіоні імені Томаса Робінсона.
Порівняно з попереднім турніром, у програмі змагань відбулась одна зміна: місце естафетного бігу 4×1500 метрів посіла популярна в США комбінована естафета 1200+400+800+1600 метрів (англ. distance medley relay), в якій на змаганнях були встановлені нові світові рекорди у чоловіків та жінок.
Українські естафетні квартети у змаганнях участі не брали.

## Призери

### Чоловіки
| Дистанція                                       | Золото | Золото     | Срібло | Срібло  | Бронза                                                                      | Бронза     |
| ----------------------------------------------- | --- | ---------- | --- | ------- | --------------------------------------------------------------------------- | ---------- |
| 4×100 метрів                                    | СШАМайкл Роджерс Джастін Гетлін Тайсон Гей Раян Бейлі                                                     | 37,38 CR   | ЯмайкаНеста Картер Кемар Бейлі-Коул Нікель Ашмід Усейн Болт                                                          | 37,68   | ЯпоніяКадзума Осето Кендзі Фудзіміцу Кірю Йосіхіде Котаро Танігуті          | 38,20      |
| 4×200 метрів                                    | ЯмайкаНікель Ашмід Рашид Дваєр Джейсон Лівермор Воррен Вейр Джермейн Браун (забіг)                        | 1.20,97    | ФранціяТедді Тінмар Крістоф Леметр П'єр-Алексіс Пессонно Бен Басса П'єр Венсан (забіг)                               | 1.21,49 | НімеччинаРобін Ерева Свен Кніппхальс Алекс-Платіні Менга Александр Косенков | 1.22,65    |
| 4×400 метрів                                    | СШАДевід Вербург Тоні Маккей Джеремі Ворінер Лашон Меррітт Кайл Клемонс (забіг) Брайсен Спретлінг (забіг) | 2.58,43    | Багамські ОстровиРамон Міллер Майкл Метью Стівен Гардінер Кріс Браун Деметріус Піндер (забіг) Алонсо Расселл (забіг) | 2.58,91 | БельгіяДілан Борле Жульєн Ватрен Йонатан Борле Кевін Борле                  | 2.59,33 NR |
| 4×800 метрів                                    | СШАДвейн Соломон Ерік Совінські Казимір Локсом Роббі Ендрюс                                               | 7.04,84 CR | ПольщаКароль Конечний Каміль Гурдак Марцин Левандовський Адам Кщот                                                   | 7.09,98 | АвстраліяДжаред Вест Джошуа Ральф Раян Грегсон Джордан Вільямс              | 7.16,30    |
| Комбінована естафета (1200+400+800+1600 метрів) | СШАКайл Мербер Брайсен Спретлінг Брендон Джонсон Бен Бланкеншіп                                           | 9.15,50 WR | КеніяАбеднего Чесебе Альфас Кішоян Фергюсон Ротіч Тімоті Черуйот                                                     | 9.17,20 | АвстраліяРаян Грегсон Александр Бек Джордан Вільямс Колліс Бірмінгем        | 9.21,62    |

### Жінки
| Дистанція                                       | Золото | Золото        | Срібло                                                                                         | Срібло     | Бронза                                                                                   | Бронза   |
| ----------------------------------------------- | --- | ------------- | ---------------------------------------------------------------------------------------------- | ---------- | ---------------------------------------------------------------------------------------- | -------- |
| 4×100 метрів                                    | ЯмайкаСімона Фейсі Керрон Стюарт Скіллоні Калверт Вероніка Кемпбелл-Браун Наташа Моррісон (забіг)                  | 42,14         | СШАТіанна Бартолетта Еллісон Фелікс Кімберлін Данкан Кармеліта Джетер                          | 42,32      | Велика БританіяАша Філіп Ешлі Нельсон Б'янка Вільямс Маргарет Адеоє                      | 42,84    |
| 4×200 метрів                                    | НігеріяБлессінґ Окаґбаре Реджіна Джордж Доміник Данкан Крісті Удо                                                  | 1.30,52       | ЯмайкаСаманта Генрі-Робінсон Вероніка Кемпбелл-Браун Шеріка Вільямс Шерон Сімпсон              | 1.31,73    | НімеччинаРебекка Хазе Анне Крістіна Хак Надін Гонська Жозефіна Ельслер                   | 1.33,61  |
| 4×400 метрів                                    | СШАФілліс Френсіс Наташа Гастінгс Саня Річардс-Росс Франсена Маккорорі Діді Троттер (забіг) Джессіка Беард (забіг) | 3.19,39 CR    | ЯмайкаАнастасія Лерой Новлін Вільямс-Міллс Крістін Дей Стефані-Енн Макферсон Натоя Гул (забіг) | 3.22,49    | Велика БританіяЕйлід Чайлд Аніка Онуора Келлі Мессі Серен Банді-Девіс Шейна Кокс (забіг) | 3.26,38  |
| 4×800 метрів                                    | СШАШанель Прайс Меггі Вессі Моллі Беквіт Алісія Монтаньйо                                                          | 8.00,62 AR CR | ПольщаСінтія Елльвард Катажина Бронятовська Ангеліка Ціхоцька Софія Еннауї                     | 8.11,36 NR | АвстраліяЕббі де ла Мотт Келлі Гетерінгтон Сельма Кейджан Бріттані Мак-Гован             | 8.13,97  |
| Комбінована естафета (1200+400+800+1600 метрів) | СШАТренір Мозер Саня Річардс-Росс Аджей Вілсон Шеннон Роубері                                                      | 10.36,50 WR   | КеніяСела Бусіней Джой Сакарі Сільвія Чесебе Вірджинія Нганга                                  | 10.43,35   | ПольщаКатажина Бронятовська Моніка Щенсна Ангеліка Ціхоцька Софія Еннауї                 | 10.45,32 |

## Командна першість
Очки в межах командної першості нараховувались за схемою: 8 очок за перше місце в кожній дисципліні з пониженням до 1 очка за 8 місце у фіналах.
| Місце | Країна             | Очки |
| ----- | ------------------ | ---- |
| 1     | США                | 63   |
| 2     | Ямайка             | 46   |
| 3     | Польща             | 34   |
| 4     | Австралія          | 25   |
| 5     | Німеччина          | 21   |
| 6     | Франція            | 19   |
| 7     | Кенія              | 15   |
| 8     | Велика Британія    | 15   |
| 9     | Бразилія           | 13   |
| 10    | Багамські Острови  | 11   |
| 11    | Канада             | 11   |
| 12    | Нігерія            | 10   |
| 13    | Тринідад і Тобаго  | 8    |
| 14    | Мексика            | 7    |
| 15    | Бельгія            | 6    |
| 15    | Японія             | 6    |
| 17    | Сент-Кіттс і Невіс | 6    |
| 18    | Куба               | 5    |
| 18    | КНР                | 5    |
| 20    | Ірландія           | 4    |
| 21    | Папуа Нова Гвінея  | 3    |
| 22    | Швейцарія          | 3    |
| 23    | Ботсвана           | 1    |